# Eliurus majori
Eliurus majori és una espècie de mamífer rosegador de la família dels nesòmids. És endèmic de Madagascar, on viu a altituds d'entre 1.000 i 2.000 msnm. Es tracta d'un animal de costums principalment arborícoles. El seu hàbitat natural són els boscos montans. Està amenaçat per la desforestació.
L'espècie fou anomenada en honor del mastòleg i metge suís Charles Immanuel Forsyth Major.